# Demokracja ekonomiczna
Demokracja ekonomiczna – społeczno-ekonomiczna koncepcja, która zakłada przeniesienie władzy decyzyjnej z menedżerów i udziałowców korporacyjnych na większą grupę interesariuszy publicznych, która obejmuje pracowników, klientów, dostawców, sąsiadów i szerszą opinię publiczną. Nie ma pojedynczej definicji demokracji ekonomicznej, ale większość zwolenników twierdzi, że współczesne stosunki własności uzewnętrzniają koszty, podporządkowują ogólny dobrobyt prywatnym zyskom i odmawiają ustrojowi demokratycznego głosu w decyzjach dotyczących polityki gospodarczej. Oprócz politycznych aspektów, demokracja ekonomiczna, miałaby zrekompensować lukę popytu efektywnego, jaki stanowi nieodłączny element kapitalizmu.
Zwolennicy demokracji ekonomicznej generalnie argumentują, że współczesny kapitalizm okresowo powoduje kryzysy gospodarcze charakteryzujące się brakiem efektywnego popytu, ponieważ społeczeństwo nie jest w stanie zarobić wystarczających dochodów, aby kupić swoją produkcję. Monopol korporacji na wspólne zasoby zazwyczaj tworzy sztuczny niedobór, co skutkuje nierównowagą społeczno-ekonomiczną, która ogranicza pracownikom dostęp do możliwości ekonomicznych i zmniejsza siłę nabywczą konsumentów. Demokrację ekonomiczną proponowano jako składnik większych ideologii społeczno-ekonomicznych, jako samodzielną teorię oraz jako różnorodne programy reform. Na przykład jako środek do zabezpieczenia pełni praw ekonomicznych otwiera drogę do pełnych praw politycznych, rozumianych jako obejmujące te pierwsze. Istnieją zarówno rynkowe, jak i nierynkowe teorie demokracji ekonomicznej. Jako program reform demokracja ekonomiczna prezentuje teorie i przykłady z rzeczywistego świata, które mogą obejmować decentralizację, demokratyczne spółdzielnie, bankowość publiczną, sprawiedliwy handel oraz regionalizację produkcji żywności i waluty.